# Peter Von Poehl
Peter von Poehl es un cantante, compositor, músico y director musical sueco.

## Carrera Artística
A principio de los 2000 colaboró con Bertrand Burgalat y su sello independiente Tricatel, especialmente en el álbum de Michel Houellebecq "Présence humaine" (2000). Para la gira que siguió al álbum, von Poehl seleccionó a un grupo de músicos en París que formarían A.S. Dragon. Durante los dos años siguientes, el grupo prestó sus servicios a artistas como Alan Chamfort, Depeche Mode y al propio Burgalat. Cuando cerró el estudio de grabación de Tricatel en París, von Poehl se dedicó a la producción discográfica para otros artistas, muchos de ellos de la escena musical francesa, como Doriand (Le Grand Bain), Lio (Dites au Prince Charmant), Florian Horwath (We Are All Gold), Vincent Delerm (Les Piqûres d’araignée), o Marie Modiano (Outland).

### Álbumes
Su primer álbum, Going to Where the Tea-Trees Are, (Yendo adonde están los árboles del té) fue publicado por la compañía discográfica francesa "Tôt ou tard", el 9 de mayo de 2006, seguido de publicaciones en diferentes discográficas indie, como Bella Union (Reino Unido), World's Fair (Estados Unidos) y Speak n' Spell Music (Australia). El álbum gozó del favor de la crítica. El hecho de que se utilizasen varios de sus temas (en particular The Story Of The Impossible) en películas y anuncios ayudó a que fuera conocido por un público más amplio. El disco fue seguido de una amplia gira. Actuó en el festival Eurockéennes 2007 en Belfort.
En 2009 publicó May Day (Día de mayo) que, al igual que su primer disco, fue coproducido por Christoffer Lundquist y grabado en los estudios AGM en el sur de Suecia. Este álbum fue también objeto de una gran gira, en la que von Poehl compartió cartel con Ben Harper, Wild Beasts and Pete Doherty. Asimismo representó a Suecia en la Expo 2010 en Shanghái.
Su siguiente álbum, Big Issues Printed Small (Grandes asuntos en letra pequeña), se lanzó en 2013. Fue grabado en vivo en el estudio, con una formación de 18 músicos e incluyendo arreglos orquestales del músico sueco Martin Hederos.
En 2017 publicó Sympathetic Magic (Magia comprensiva).
En 2020 se publica Songs from The Other Side, álbum a dúo con Marie Modiano en el que interpretan algunos temas de otros artistas como Somewhere, canción de la banda sonora de West Side Story, el clásico de Stevie Wonder I Believe (When I Fall In Love It Will Be Forever) ", o One Love / People Get Ready de Bob Marley.

### Otras composiciones
Von Poehl ha compuesto también bandas sonoras para películas, como Vanishing Waves (2012) de Kristina Buozyté, y Main Dans La Main (2012) de Valerie Donzelli, la esperada secuela de La Guerre est Déclarée (2011), que también incluía música de von Poehl.
Su tema The Story Of The Impossible formó parte de la banda sonora de la película dramática francesa de Thomas Lilti Hipócrates (2014).
Von Poehl compuso la música original para el documental de Simon Backès J.R.R. Tolkien: las palabras, los mundos (2014).

## Discografía
- Going to Where the Tea-Trees Are (2006)
  1. Going to Where the Tea-Trees Are
  2. Tooth Fairy Tale
  3. Travelers
  4. Virgin Mountains
  5. A Broken Skeleton Key
  6. Global Conspiracy
  7. Scorpion Grass
  8. The Story of the Impossible
  9. Tooth Fairy Tale Part II
  10. The Lottery
  11. Little Creatures
  12. The Bell Tolls Five
- May Day (2009)
  1. Parliament
  2. Dust of Heaven
  3. Forgotten Garden
  4. Near the End of the World
  5. Carrier Pigeon
  6. Mexico
  7. Mexico Part II
  8. Moon Shot Falls
  9. May Day
  10. Wombara
  11. Lost in Space
  12. Silent as Gold
  13. Elisabeth
  14. An Eye for an Eye
- Big Issues Printed Small (2013)
  1. Orders and Degrees
  2. Lover's Leap
  3. Pious Man
  4. The Archaeologist
  5. To the Golden Rose
  6. Big Issues Printed Small
  7. Pen Friend
  8. Twelve Twenty One
  9. This One's for You
  10. 28 Paradise
- Sympathetic Magic (2017)
  1. Grubbed Up Pt 1
  2. Inertia
  3. The Go Between
  4. A Stack Of Fire Wood
  5. Sympathetic Magic
  6. Late Arrivals
  7. King's Ransom
  8. Tired Retainers
  9. The Early Hours
  10. Grubbed Up Pt 2
  11. Elysium
- Songs from the Other Side (2020, a dúo con Marie Modiano)
  1. Advenae
  2. Somewhere
  3. A Song From The Other Side
  4. One Love / People Get Ready
  5. Dagbok
  6. I Believe (When I Fall In Love It Will Be Forever)
  7. Dead Melodies
  8. Eternamente
  9. If We Were
  10. Aeternum

### Enlaces de interés
- www.petervonpoehl.com Página oficial (en inglés)

- Datos: Q963388
- Multimedia: Peter von Poehl / Q963388